# Bruce Spur
Koordinaten: 63° 30′ S, 101° 15′ O
Der Bruce Spur (auch bekannt als Bruce Rise) ist ein Tiefseerücken in der Mawsonsee des Südlichen Ozeans. Er liegt vor der Knox-Küste des ostantarktischen Wilkeslands.
Teilnehmer der Australasiatischen Antarktisexpedition (1911–1914) unter der Leitung des australischen Polarforschers Douglas Mawson entdeckten die Formation am 14. Januar 1914 bei einer Fahrt mit dem Expeditionsschiff Aurora unter Kapitan John King Davis. Das US-amerikanische Advisory Committee on Undersea Features (ACUF) bestätigte die Benennung im August 1963. Namensgeber ist William Speirs Bruce (1867–1921), Leiter der Scottish National Antarctic Expedition (1902–1904).